# Pamiętniki Tatusia Muminka (film)
Pamiętniki Tatusia Muminka (fin. Muumipapan urotyöt – Erään nuoren Muumin seikkailut) – film produkcji polsko-finlandzkiej na podstawie książki Pamiętniki Tatusia Muminka i innych opowieści o Muminkach Tove Jansson.
Na potrzeby filmu wykorzystano materiały z polskiego serialu animowanego Opowiadania Muminków.

## Fabuła
Film opowiada historię dzieciństwa i młodości Tatusia Muminka, w szczególności okoliczności, w jakich poznał swego przyjaciela Fredriksona i Mamę Muminka.

## Obsada[3]
- Akira Takaki jako Muminek,
- Miiko Toiviainen jako młody Tatuś Muminka,
- Alma Pöysti jako Mimbla, Mała Mi i młoda Mamusia Muminka,
- André Wickström jako Wiercipiętek (ojciec Ryjka), Ryjek i Bobek,
- Nina Hukkinen jako Mama Muminka i Ciotka Paszczaka,
- Markus Bäckman jako Fredrikson i Tatuś Muminka,
- Jenna Hukkinen jako panna Migotka
- Stan Saanila jako Jok (ojciec Włóczykija), olbrzym Edward, Paszczak, Włóczykij.